# Józef Kuczyński (senator)

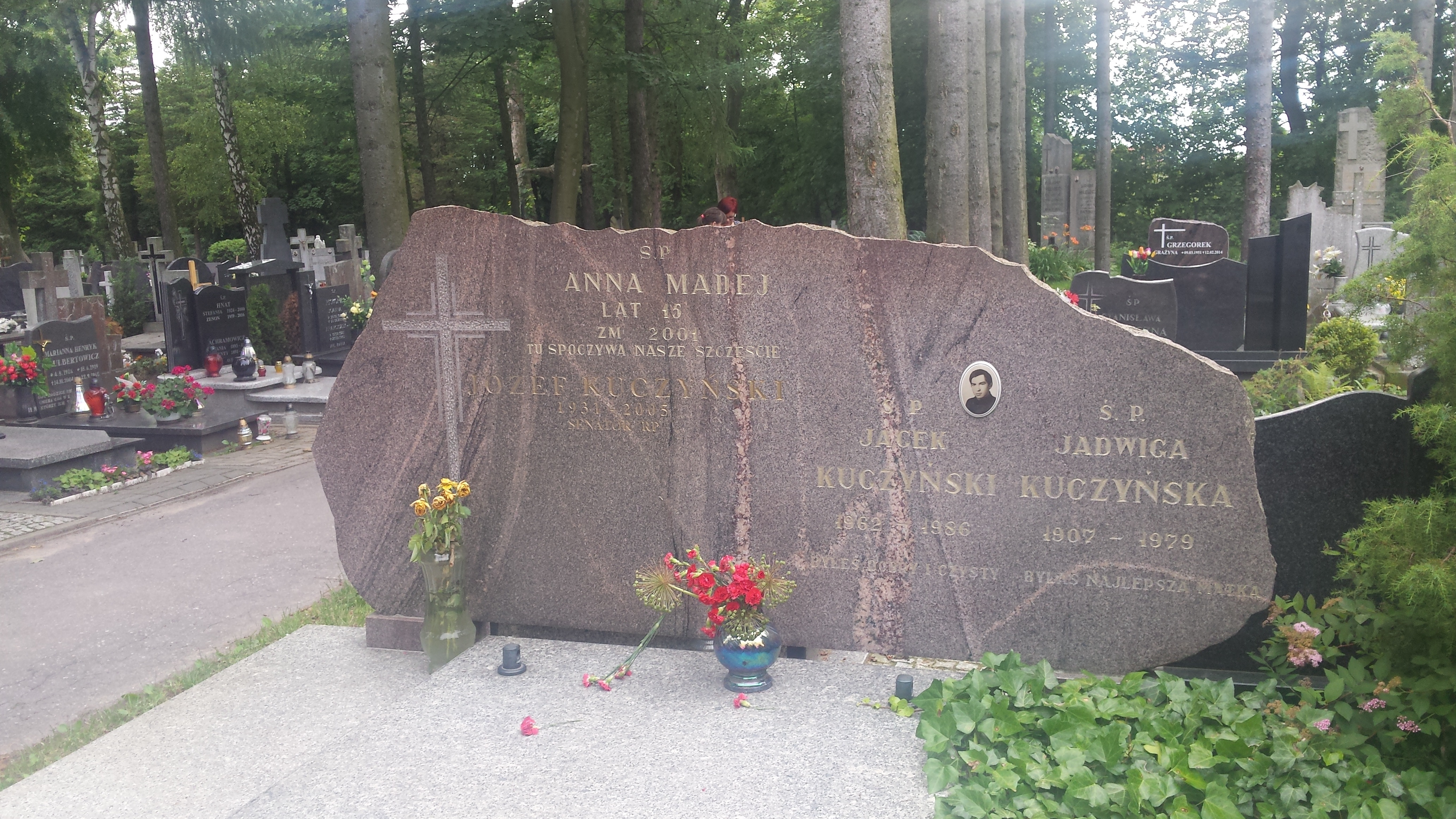
Grób Józefa Kuczyńskiego na cmentarzu komunalnym Agrykola

Józef Kazimierz Kuczyński (ur. 19 marca 1931 w Ostrowi Mazowieckiej, zm. 17 czerwca 2005) – polski polityk, lekarz weterynarii, senator II, III i IV kadencji.

## Życiorys
Z wykształcenia weterynarz, ukończył studia w Szkole Głównej Gospodarstwa Wiejskiego w Warszawie. Pracował w gdańskiej Inspekcji Higieny i Jakości Mleka i Mięsa w Gdańsku, później kierował lecznicą dla zwierząt, był też powiatowym lekarzem weterynarii w Elblągu i kierownikiem oddziału wojewódzkiego zakładu weterynarii. Od 1979 do przejścia na emeryturę w 1990 pracował jako dyrektor Zakładów Mięsnych w Elblągu. Od 1968 należał do Polskiej Zjednoczonej Partii Robotniczej.
W latach 1991–2001 pełnił funkcję senatora II, III i IV kadencji wybranego z ramienia Sojuszu Lewicy Demokratycznej w województwie elbląskim. Był działaczem Socjaldemokracji Rzeczypospolitej Polskiej. W 2001 bez powodzenia ubiegał się o reelekcję jako kandydat niezależny.
Należał do Stowarzyszenia „Wspólnota Polska” oraz Stowarzyszenia „PolskaiWschód”. Odznaczony Srebrnym i Złotym Krzyżem Zasługi oraz Krzyżem Kawalerskim i Oficerskim (2004) Orderu Odrodzenia Polski.
Pochowany na cmentarzu komunalnym Agrykola w Elblągu.